# 新潟市立豊栄南小学校
新潟市立豊栄南小学校（にいがたしりつ とよさかみなみしょうがっこう）は、新潟県新潟市北区長場に所在した市立小学校。2023年度末（令和5年度末）で閉校となり、2024年（令和6年）4月に新潟市立葛塚小学校へ編入統合された。

## 沿革
- 1972年（昭和47年） - 長場小学校・岡新田小学校2校統合、豊栄市立豊栄南小学校'として開校[1]。
- 1973年（昭和48年） - 校章制定、新校舎落成・竣工[1]。
- 1974年（昭和49年） - 体育館竣工[1]。
- 1975年（昭和50年） - 給食棟完成[1]。
- 1976年（昭和51年） - 完全給食実施[1]。
- 1977年（昭和52年） - プール竣工[1]。
- 1978年（昭和53年） - 全校五頭登山開始[1]。
- 1979年（昭和54年） - グラウンド4反歩拡張・学校前道路拡幅[1]。
- 1980年（昭和55年） - 第一次豊栄市研究推進校（昭和55～56年度「特別活動」）[1]。
- 1981年（昭和56年） - 創立10周年記念式典、第一次豊栄市研究推進校「特別活動」研究発表[1]。
- 1988年（昭和63年） - 交通安全指導表彰受賞（県警察本部長）[1]。
- 1991年（平成3年） - 創立20周年記念式典・通学道路拡幅、並びに記念事業の完成（校舎・築山）[1]。
- 1992年（平成4年） - 15年交通無事故記念式典、交通安全優良校（知事表彰）[1]。
- 1994年（平成6年） - 校舎外壁塗装[1]。
- 1996年（平成8年） - 「いきいきスクール・ステップアップ運動」の実施[1]。
- 1997年（平成9年） - 校舎内水道配管工事、長浦地区総合防災訓練[1]。
- 1998年（平成10年） - キュービクル取替工事、野球・ミニバス市内大会優勝[1]。
- 1999年（平成11年） - 「チャレンジ21教育推進運動」の実施[1]。
- 2000年（平成12年） - 物置小屋設置、知的障害児学級新設[1]。
- 2001年（平成13年） - 創立30周年記念式典・小川市長揮毫校名看板取付け、ビオトープ（ミニ福島潟）[1]。
- 2002年（平成14年） - 「やる気！元気！総合的学習支援事業」の実施[1]。
- 2003年（平成15年） - 体育館屋根張替工事、プール内側塗装[1]。
- 2004年（平成16年） - 給食室改築ランチルームとなる。光晴学校給食センターとなる[1]。
- 2005年（平成17年） - 新潟市との合併により新潟市立豊栄南小学校となる（3月21日）[1]。
- 2007年（平成19年） - 新潟市が政令指定都市となり，住所が北区長場2621番地となる（4月1日）[1]。
- 2008年（平成20年） - 「文部科学省スポーツ・青少年局委託、平成20年度新潟市地域ぐるみの学校安全体制整備推進事業」「新潟市地域と学校パートナーシップ事業」の実施[1]。
- 2009年（平成21年） - 「児童生徒安心安全確保事業（葛塚・長浦コミュニティ）」の実施・市環境政策課事業「菜の花学校」の実施[1]。
- 2010年（平成22年） - 体育館耐震工事[1]。
- 2011年（平成23年） - 耐震補強工事・プールフェンス・屋上修理工事、複式学級編成開始[1]。
- 2012年（平成24年） - 子どもふれあいスクール「わくわくタイム」開始[1]。
- 2014年（平成26年） - 学校地域合同防災訓練・桜ドリームプロジェクト[1]。
- 2015年（平成27年） - 環境学習発表会[1]。
- 2016年（平成28年） - 複式学級解消[1]。
- 2018年（平成30年） - 校舎棟のトイレ改修工事[1]。
- 2019年（令和元年） - 第32次新潟市学校給食会研究推進校（令和元～2年度）[1]。
- 2021年（令和3年） - 創立50周年記念式典・記念樹植樹、「学校教育田におけるスマート農業の実践」（新潟市農業成長産業化基金）[1]。
- 2022年（令和4年） - 授業改革パイロット校園事業実践校、ESD環境学習モデル校[1]。
- 2023年（令和5年） - 閉校記念式典[3]
- 2024年（令和6年） - 閉校[2]。

## 通学区域
閉校時の通学区域は大月・岡新田・上大月・上堀田・里飯野・長場の全部と内沼の一部。
| 閉校時の町名 （行政地名） | 地番等                                                                         |
| ------------------------- | ------------------------------------------------------------------------------ |
| 内沼                      | 156番地～2033番地／甲 全部／乙 全部／ 丁32番地／丁33番地／丁809番地～丁881番地 |
| 大月                      | 全部                                                                           |
| 岡新田                    | 全部                                                                           |
| 上大月                    | 全部                                                                           |
| 上堀田                    | 全部                                                                           |
| 里飯野                    | 全部                                                                           |
| 長場                      | 全部                                                                           |

### 進学先中学校
- 新潟市立光晴中学校

## 交通
- JR東日本 白新線 豊栄駅から5.4 km（徒歩1時間15分）[5]。
- JR東日本 羽越本線 水原駅から6.0 km（徒歩1時間21分）[5]。
- JR東日本 羽越本線 神山駅から4.1 km（徒歩56分）[5]。